# Silver Lake Creek
Silver Lake Creek är ett vattendrag i Kanada.   Det ligger i provinsen Ontario, i den sydöstra delen av landet, 90 km sydväst om huvudstaden Ottawa.
I omgivningarna runt Silver Lake Creek växer i huvudsak blandskog. Runt Silver Lake Creek är det mycket glesbefolkat, med 5 invånare per kvadratkilometer.